# Adrien de La Fage
Juste Adrien Lenoir de La Fage (París, 28 de març de 1801 - 8 de març de 1862) fou un compositor francès del romanticisme.
Els seus pares el destinaven a l'Església i després a la milícia, però la seva decidida vocació per la música triomfà dels desitjós de la seva família. Estudià a París i després a Itàlia, i de retorn a la seva ciutat natal fou mestre de capella de Sant-Étienne-du-Mont.
Va compondre un gran nombre de fantasies i música religiosa i va escriure nombroses obres didàctiques, sent la principal d'aquestes un Manuel complet de musique vocale et instrumentale ou Encyclopèdic musicale, que havia començat Choron (París, 1836-38). Entre les seves obres cal mencionar:
- Séméiologie musicale, (París, 1837),
- De la chanson considérée sous le raport musical, (París, 1840),
- Histoire générale de la musique et de la danse, (París, 1844),
- Miscellanées musicales, (París, 1844),
- De la reproduction des livres de plain-chant romain, (París, 1856),
- Nouveau traité de plain-chant romain, (París, 1859),
- De l'unité tonique et de la fixation d'un diapasson universel, (París, 1859),
- Appendice au cours complet de plain-chant,
- Essai de diphtérographie musicale ancienne et modern.